# 김상태 (희극인)
김상태(金相泰, 1973년 10월 5일 ~ )는 대한민국의 희극 배우다.

## 생애
- 그는 1999년 KBS 14기 공채 개그맨으로 정식 데뷔하였다.

- 이후 2016년 자녀인 딸 김사랑, 아들 김승리와 함께 사랑아 놀자를 시작하여 현재에 이르고 있다.

## 학력
- 영등포고등학교
- 중앙대학교 연극영화과 학사
- 중앙대학교 예술대학원 (석사 과정)

## 출연작

#### 방송
- 《개그콘서트》(KBS2)
  - 〈학교〉
  - 〈봉숭아 학당〉 - 노통장 역 (노무현 전 대통령을 패러디한 캐릭터)
  - 〈4인 4색〉 - 동물 세계 담당 역
  - 〈식신 김도마〉 - 김도마 역
  - 〈실록 X-파일〉- 좌의정 역
- 《가족오락관》(KBS1)
- 《코미디 세상만사》(KBS2)
- 《매직키드 마수리》(KBS2) - 나자루 역
- 《마법전사 미르가온》(KBS2) - 나자루 역
- 《사랑의 공부방 네발 자전거》
- 《폭소클럽 2》(KBS2)
- 《맹꽁서당》
- 《MBC 청춘시트콤 레인보우 로망스》
- 《코미디쇼 코코아》
- 《6시 내고향》(KBS1)
- 《좋은 아침》(SBS)
- 《생활의 발견》
- 《생방송 아침이 좋다 - 자연 愛 빠진 상태》
- 《한밤의 교차로》TBN
- 《TBN 가요충전소》TBN
- 《TBN 정보쇼》TBN
- 《기분좋은 12시!》WBS 원음방송

### 영화
- 《쉬리》 ... 입장객 역
- 《열 일곱살의 쿠테타》

### 광고
- 삼육식품 검은참깨두유

## 가족 관계
- 배우자 : 서미진 (1984년 ~ )
  - 딸 : 김사랑 (2011년 9월 21일 ~ ) - 키즈 크리에이터 "사랑아 놀자" 주인공
  - 아들 : 김승리 (2016년 1월 29일 ~ ) - 사랑아 놀자 활동

## 같이 보기
- 안상태